# Avro Canada CF-105 Arrow
Avro Canada CF-105 Arrow, cunoscut curent drept Avro Arrow, a fost un interceptor cu aripă delta proiectat și produs de Avro Canada⁠(d). CF-105 a îndeplinit cerința de a realiza o viteză de Mach 2 la altitudini de peste 15 000 m (50 000  picioare) și se intenționa să servească în Aviația Regală Canadiană⁠(d) (RCAF) ca principal interceptor în anii 1960 și după.
Arrow a fost vârful unei serii de studii care a început în 1953 și care examinau versiuni îmbunătățite ale Avro Canada CF-100 Canuck⁠(d). După un studiu serios RCAF a optat pentru un proiect cu mult mai ambițios, iar proiectarea detaliată a început în martie 1955. Se intenționa ca avionul să fie produs direct de pe linia de producție, sărind peste faza de construcție manuală a prototipului. Primul Arrow Mk. I, RL-201, a fost prezentat publicului la 4 octombrie 1957, în aceeași zi în care a fost lansat Sputnik 1.
Încercările de zbor cu RL-201 au început la 25 martie 1958, iar aparatul și-a demonstrat imediat excelenta concepție și performanța generală, atingând Mach 1,9 în zborul orizontal. Au fost executat alte trei Mk. 1s: RL-202, RL-203 și RL-204, echipate cu motoare Pratt & Whitney J75⁠(d). În curând a fost disponibil motorul Orenda Iroquois⁠(d), mai ușor și mai puternic, iar primul avion Mk.II, echipat cu aceste motoare, a fost gata de testele de rulare înainte de cele de zbor și de testele de acceptare ale piloților din RCAF la începutul anului 1959.
La 20 februarie 1959 prim-ministrul Canadei, John Diefenbaker, a oprit brusc programul Arrow (și a motorului Iroquois) înainte chiar de efectuarea unei prevăzute evaluări dacă proiectul poate fi menținut. Canada a încercat să vândă avioane Arrow Marii Britaniei și SUA, dar nu s-au obținut angajamente. Două luni mai târziu s-a dispus ca linia de asamblare, sculele, planurile și avioanele (și motoarele) în construcție să fie distruse. În acel moment oprirea programului a fost subiectul a numeroase controverse politice, iar distrugerea avioanelor în curs de fabricare a rămas un subiect de discuții pentru istorici și experții din industrie. Această acțiune a scos Avro de pe piață și i-a împrăștiat personalul cu înaltă calificare din domeniu.

## Proiectare și dezvoltare

### Context

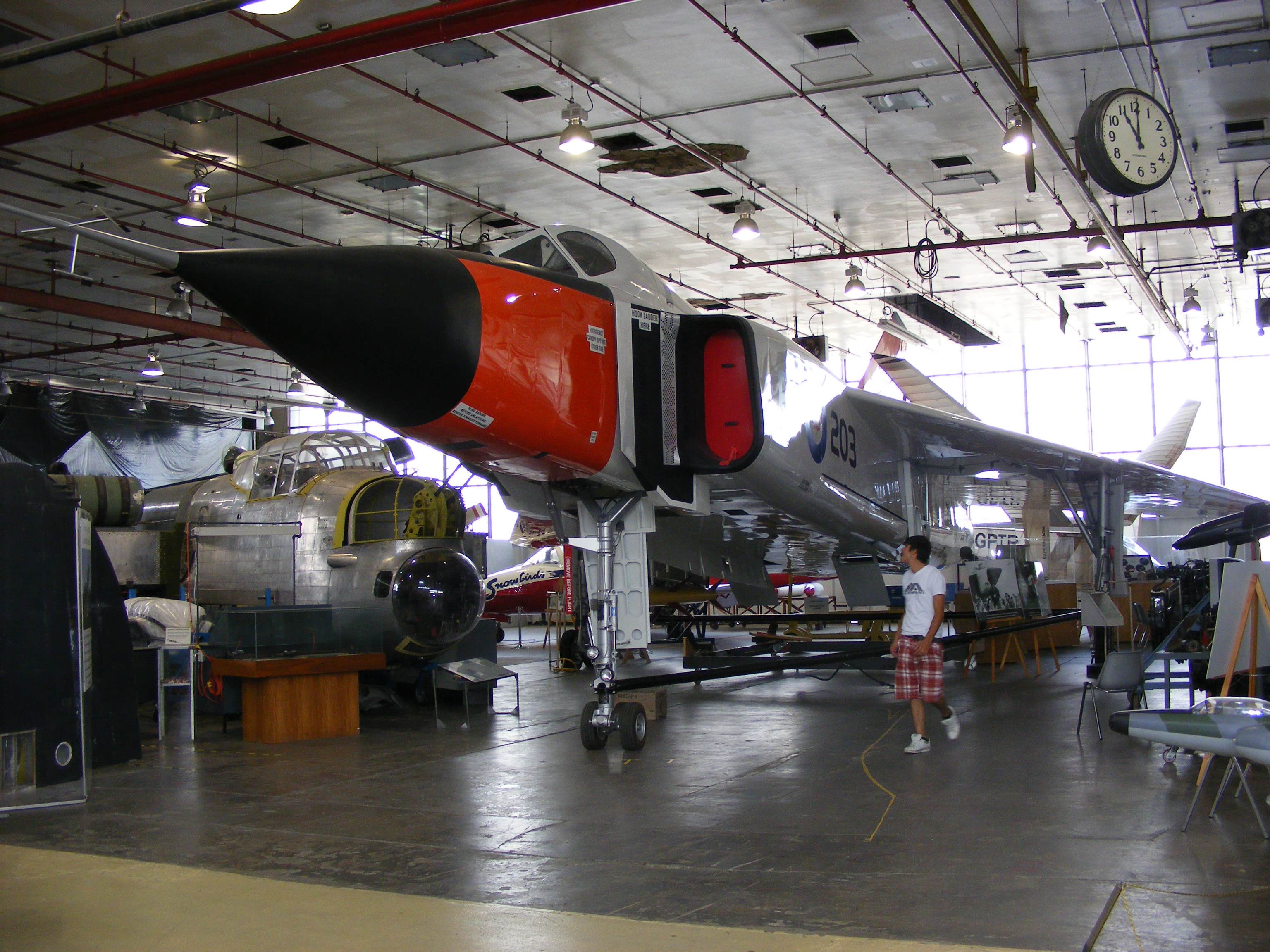
Machetă la scara 1:1 a CF-105 Arrow la, Toronto

După al Doilea Război Mondial URSS a început să dezvolte o flotă de bombardiere strategice capabile să poarte arme nucleare deasupra Americii de Nord și Europei. Principala amenințare se datora vitezei și înălțimii de zbor mari ale unor posibile raiduri lansate din URSS și care traversau Arctica, raiduri îndreptate împotriva bazelor militare și a obiectivelor industriale din Canada și SUA. Pentru a contracara această amenințare, țările din Vest au dezvoltat interceptoare care să poată distruge aceste bombardiere înainte ca ele să ajungă la ținte.
În 1945 A. V. Roe Canada Limited a fost creată ca filială a grupului Hawker Siddeley⁠(d), având inițial ca obiect de activitate repararea și întreținerea avioanelor la aeroportul Malton⁠(d), astăzi Aeroportul Internațional Toronto Pearson. În anul următor compania a început proiectarea pentru RCAF a primului avion cu reacție din Canada, Avro CF-100, interceptor în orice condiții atmosferice. Prototipul acestuia a avut o lungă și dificilă perioadă de punere la punct înainte de a intra în serviciu, șapte ani mai târziu, în 1953. Cu toate acestea, a devenit unul dintre cele mai longevive avioane din clasa sa, fiind în serviciu și efectuând o varietate de misiuni, până în 1981.
Fiind conștienți că amânările din perioada dezvoltării și intrării în serviciu a CF-100 putea afecta inclusiv succesorul său, precum și faptul că sovieticii lucrau la un bombardier care nu putea fi contracarat cu CF-100, RCAF s-a orientat spre un avion supersonic, înarmat cu rachete, ca înlocuitor al CF-100, încă înainte ca acesta să intre în serviciu. În martie 1952 a fost remis de RCAF către Avro Canada caietul de sarcini pentru noul interceptor.

### Viteză sporită
Proiectanții de la Avro aveau în vedere problemele zborului supersonic. Zborul în regim supersonic diferă de cel în regim subsonic și ridică o serie de noi probleme. Una dintre cele mai critice și surprinzătoare este schimbarea formei rezistenței la înaintare. Efectul era așa de puternic, că motoarele din acea perioadă nu puteau furniza o tracțiune suficientă pentru a depăși ceea ce se considera „bariera sunetului”.
Cercetările germane din timpul celui de al Doilea Război Mondial au arătat că rezistența la înaintare poate fi mult diminuată folosind profile aerodinamice cu variația curburii cât mai mică. Asta a dus la sugestia de a folosi profile subțiri, cu o coardă mult mai lungă decât cele folosite la avioanele subsonice. Această formă era însă nepractică deoarece oferea prea puțin spațiu în aripă pentru armament și combustibil.
Germanii au descoperit și că mărirea aparentă a coardei se poate obține înclinând aripa înapoi sau înainte, sub forma aripii în săgeată. Asta a oferit avantajul unui spațiu în aripă mărit, necesar pentru structurile de rezistență și stocarea de combustibil. Alt avantaj a fost că aripa era în afara conului undei de șoc supersonice generată de botul avionului.
Aproape toate proiectele de avioane de luptă de după război au aplicat imediat conceptul, astfel de avioane apărând spre sfârșitul anilor 1940. Proiectanții de la Avro au explorat aripa în săgeată și ampenajul modificat pe un CF-100, aparatul fiind cunoscut drept CF-103, pentru care s-a realizat o machetă de lemn. CF-103 a oferit performanțe transsonice, cu posibilități supersonice în picaj. Între timp versiunea de bază CF-100 a continuat să fie îmbunătățită, astfel că avantajele CF-103 s-au diminuat. Când la 18 decembrie 1952 un CF-100 a depășit bariera sunetului interesul pentru CF-103 a dispărut.

### Aripa delta
Altă soluție pentru problema vitezei sporite este aripa delta. În domeniul transonic și supersonic aceasta are o serie de avantaje similar cu aripa în săgeată, dar oferă o suprafață alară și un spațiu interior mult mai mare. Spațiul mărit rezolvă problema combustibilului, una din slăbiciunile generate de ineficiența motoarelor reactive din epocă, iar suprafața mărită oferă o portanță mărită la altitudine mare. În anumite condiții aripa delta asigură și viteze de aterizare mai mică ca aripa în săgeată.
Dezavantajele aripii delta sunt rezistența la înaintare mai mare la viteze și altitudini mici, în special în timpul manevrelor acrobatice. Pentru un interceptor, care în principiu zboară majoritatea timpului în linie dreaptă și la mare altitudine, aceste dezavantaje sunt minime.
În epocă a existat o oarecare controversă în SUA privind avantajele aripii delta versus aripa dreaptă la avioanele supersonice. Alegerea aripii delta a fost un compromis între performanțele aerodinamice și cantitatea de combustibil necesară autonomiei cerute.
Pe baza aripii delta au fost două variante, cunoscute drept C104: varianta cu un singur motor, C104/4, și varianta cu două motoare, C104/2. În rest, configurația era similară, cu aripa delta plasată jos și un stabilizator vertical subțire și înclinat în spate. Avantajele principale ale versiunii cu două motoare erau siguranța mărită și spațiul interior mare disponibil pentru armament. Propunerile au fost transmise către RCAF în iunie 1952.

### AIR 7-3 și C105
În cadrul discuțiilor intensive între AVRO și RCAF au fost examinate multe variante de dimensiuni și configurații, al căror rezultat s-a concretizat în „Specificația AIR 7-3” a RCAF din aprilie 1953. AIR 7-3 cerea un echipaj de doi piloți, două motoare, o autonomie de 300 Mm (556 km) pentru misiuni la viteză redusă și 200 Mm (370 km) pentru misiuni de interceptare la viteză mare. De asemenea, cerea operarea pe o pistă de 6000 ft (1830 m); o viteză de croazieră la 70 000 ft (21 000 m) de Mach 1,5 și o manevrabilitate în viraj la 2 g⁠(d) fără pierdere de viteză sau altitudine la viteza de 1,5 Mach și altitudinea de 50 000 ft. Specificația cerea și atingerea altitudinii de 50 000 ft și a vitezei de 1,5 Mach în 5 minute din momentul pornirii motorului. De asemenea, se cerea ca revenirea pe sol să se poată face în mai puțin de 10 minute. O echipă a RCAF condusă de Ray Foottit a vizitat producătorii de avioane din SUA și au studiat producătorii englezi și francezi, concluzia fiind că nu exista aparat sau proiect care să îndeplinească aceste cerințe.
În 1955 Avro estima performanța Arrow Mk 2 (cu motor Iroquois) după cum urmează: viteză maximă la 50 000 ft de 1,9 Mach, viteză de luptă la 50 000 ft și 1,84 g de 1,5 Mach fără pierdere de energie, timp de urcare la 50 000 ft de 4,1 minute, viteză ascensională de 500 picioare pe secundă (150 m pe secundă), plafon de 62 000 ft (18 900 m), rază de acțiune de 400 Mm (740 km) la misiuni la viteză mare și 630 Mm (aproape 1200 km) la misiuni la viteză redusă, distanță maximă de zbor neprecizată, dar estimată la 1500 Mm (aproape 2800 km).
În luna mai 1953 Avro a prezentat proiectul modificat C105, o versiune a C104/2 cu un echipaj de doi piloți. S-a schimbat și poziția aripii, ea fiind încastrată în partea de sus a fuzelajului, ceea ce oferea un acces rapid la componentele interne, ca armamentul și motoarele. Noul proiect permitea, de asemenea, o structură monobloc a aripilor, simplificând construcția și având o rezistență sporită. Noua dispunere a aripii a necesitat jambe ale trenului de aterizare mai lungi, care însă trebuiau să încapă în aripa subțire, ceea ce a fost o provocare inginerească. S-au propus cinci dimensiuni diferite ale aripii, cu o suprafață între 1000–1400 ft2 (93–130 m2), fiind aleasă versiunea de 1200 ft2 (111 m2).
Motoarele inițiale urmau să fie Rolls-Royce RB106⁠(d), un motor dublu flux avansat, care oferea o tracțiune de circa 21 000 livre-forță (circa 9,5 tone-forță). Alternativele erau motoarele Bristol Olympus OL-3⁠(d), versiunea OL-3 a motorului Curtiss-Wright J-67, produs în SUA, sau Orenda⁠(d) TR.9, produs în Canada.
Armamentul era plasat într-un compartiment din „burta” avionului, ocupând mai bine de o treime din fuzelaj. Gama armamentului care putea fi lansat de aici cuprindea, de exemplu, rachete aer-aer ghidate AIM-4 Falcon⁠(d), rachete aer-aer Velvet Glove⁠(d), sau patru bombe de uz general de 1000 lb (450 kg). Rachetele ghidate radar Velvet Glove au fost câtva timp dezvoltate de RCAF, dar s-au dovedit necorespunzătoare pentru viteze supersonice, astfel că în 1956 au fost abandonate. 
În iulie 1953 propunerea a fost acceptată, iar Avro a primit aprobarea să elaboreze proiectul detaliat, sub indicativul "CF-105". În decembrie s-au alocat 27 milioane de dolari canadieni pentru a începe studiile aerodinamice pe model. La început proiectul a avut un scop limitat, dar introducerea în serviciu a bombardierului sovietic Miasișcev M-4 Bison și testarea în luna următoare de către URSS a bombei cu hidrogen au schimbat prioritățile Războiului Rece. În martie 1955, finanțarea contractului a fost sporită la 260 milioane de dolari canadieni, pentru cinci avioane de test Arrow Mk.1, urmate de de 35 de avioane de serie Arrow Mk. 2 cu producția motoarelor lor și a Sistem de conducere a focului|sistemelor lor de conducere a focului⁠(d).

### Producția
Pentru a respecta graficul de timp fixat de RCAF, Avro a decis ca programul Arrow să se desfășoare conform sistemului Cook–Craigie plan⁠(d). De obicei se construiesc manual un mic număr de prototipuri care se testează în zbor pentru a descoperi problemele, iar când se găsesc soluțiile de rezolvare se fac modificările în documentație și se lansează în producție. În sistemul Cook-Craigie prototipurile se construiesc direct pe linia de producție. Modificările necesare se fac asupra SDV-urilor concomitent cu continuarea testelor. Când testele se încheie producția de serie începe imediat. Metoda este riscantă, putând genera multe probleme tehnice, dar permite atingerea obiectivului de accelerare a intrării în producție.
Pentru a micșora riscurile s-a început un program de teste masiv. La mijlocul lui 1954 erau gata primele planuri și au început testele aerodinamice, atât în tunel aerodinamic pe model, cât și prin simulări pe calculator, făcute atât în Canada, cât și în SUA, utilizând programe de calculator sofisticate. Într-un program complementar, nouă modele dotate cu aparate de măsură au fost testate în zbor liber, fiind montate pe rachete cu combustibil solid Nike⁠(<span title="Project Nike|Nike la Wikidata">d) și lansate de la Point Petre deasupra Lacului Ontario, alte două modele fiind lansate de NASA de la Wallops Island⁠(d) deasupra Oceanului Atlantic. Pe aceste modele, zburând cu mai mult de 1,7 Mach înainte de a cădea intenționat în apă, s-a studiat rezistența la înaintare și stabilitatea în zbor.
Experiențele au arătat necesitatea doar a câtorva modificări, cu privire la profilul și poziționarea aripii. Pentru a îmbunătăți performanța în funcție de unghiul de atac, bordul de atac al aripii a fost coborât, în special în zonele exterioare, iar pentru a controla curgerea s-au introdus „dinți de câine” cam la jumătatea aripii, Profilul aripii a primit o săgeată ușor negativă ceea ce a îmbunătățit stabilitatea. Legea ariilor⁠(d), făcută publică în 1952, a fost și ea aplicată în proiect. Asta a dus la modificarea conului cozii, ascuțirea conului radarului din bot, micșorarea prizelor de aer și reducerea secțiunii fuzelajului în dreptul carlingii.
Structura a fost convențională, cu fuzelaj semimonococă⁠(d) și aripi cu lonjeroane. Între materiale s-a folosit magneziul și titanul, ultimul doar în zona motoarelor și a elementelor de îmbinare. Titanul era scump și nu era larg folosit datorită dificultăților de prelucrare.
Aripile subțiri au necesitat pentru prima oară un sistem hidraulic lucrând la presiunea de 28 MPa, care, folosind actuatoare mici și conducte subțiri, să poată asigura forțe suficiente pentru acționarea suprafețelor de comandă. S-a folosit și un sistem rudimentar de tip fly-by-wire⁠(d), unde comenzile din manșă ale pilotului erau detectate de senzori de presiune, al căror semnal era transmis blocului electronic care comanda valvele servosistemului hidraulic care acționa suprafețele de comandă. Asta a făcut ca piloții „să nu simtă manșa”, deoarece ea nu era conectată mecanic la sistemul hidraulic. A fost nevoie să se prevadă actuatoare hidraulice, comandate de același bloc electronic, care să reproducă forțele în manșă, fapt care a fost o premieră.
În 1954 programul RB.106⁠(d) a fost anulat, ceea ce a necesitat folosirea motoarelor Curtiss-Wright J67⁠(d). În 1955 și programul acestui motor a fost anulat, lăsând avionul fără motoare. Provizoriu pentru testele de zbor inițiale s-au folosit motoare Pratt & Whitney J75⁠(d), pentru avioanele de serie (Mk 2s ) urmând să fie dezvoltat la Orenda motorul TR.13.
După evaluarea în 1956 a machetelor la scară reală, RCAF a solicitat modificări, cerând înlocuirea sistemului de conducere a focului MX-1179, pentru rachetele Falcon, cu mai avansatul RCA-Victor Astra, pentru rachetele Sparrow II. Avro a obiectat vehement că sistemul cerut nu era nici măcar testat, în timp ce combinația MX-1179 cu Falcon era gata de producție și mult mai ieftină. Astra s-a dovedit a avea probleme, și, după multe întârzieri, în 1956 programul Sparrow II a fost anulat în SUA. Canadair⁠(d) a fost repede pusă să continue programul Sparrow în Canada, deși și-a exprimat dubiile asupra proiectului. Asta a generat costuri suplimentare. 

### Prezentarea și zborurile de test

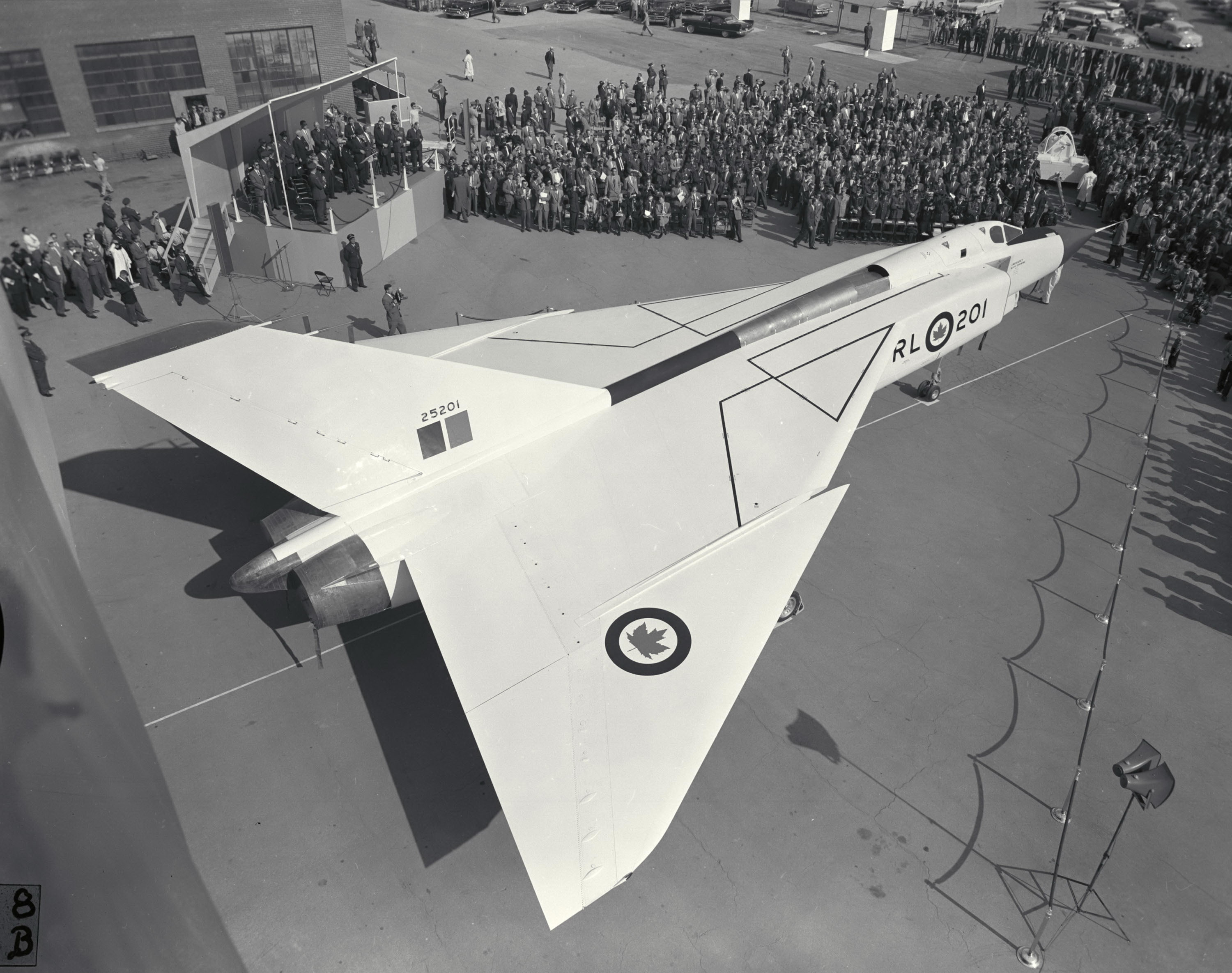
Prezentarea oficială a RL-201

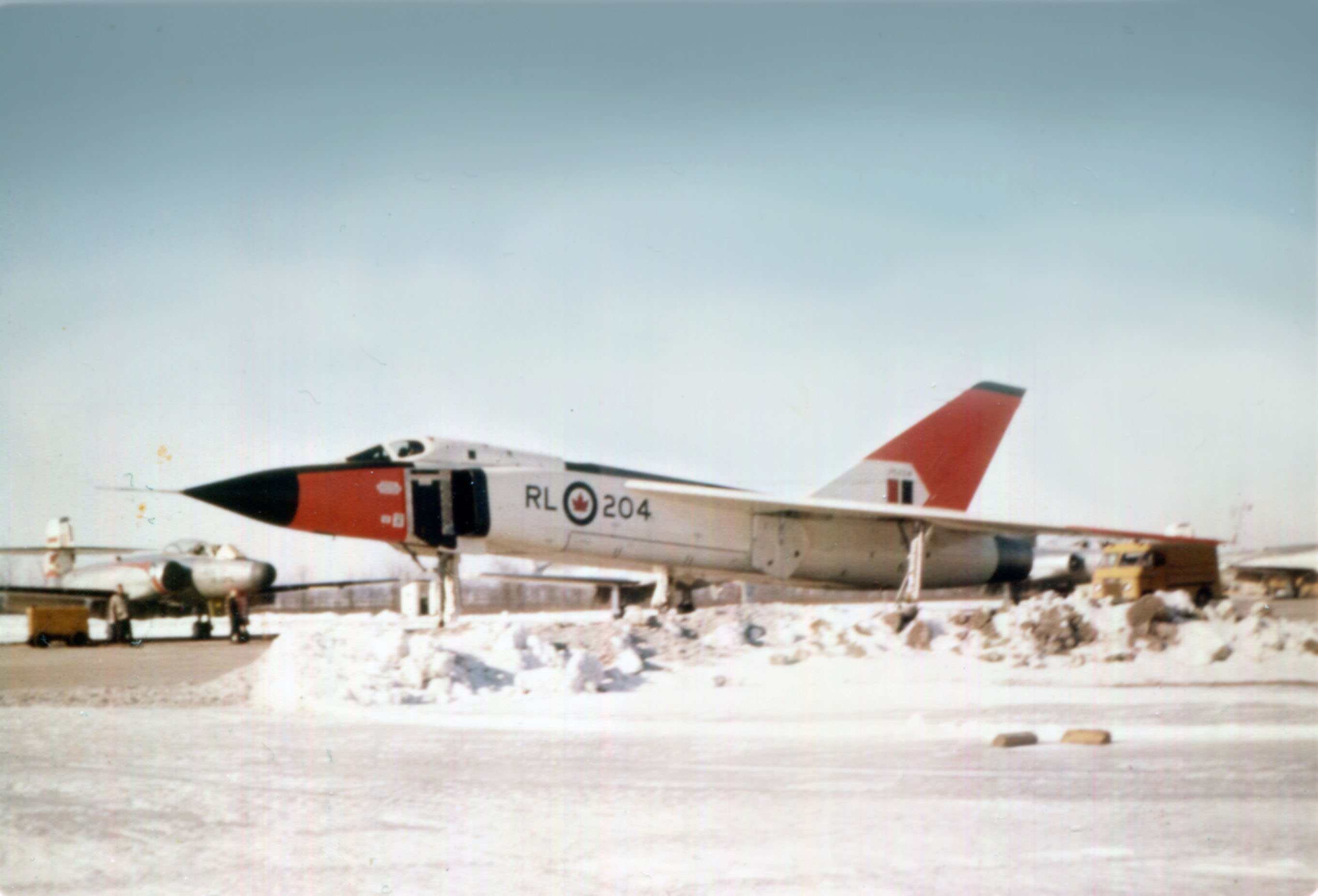
RL-204, spre sfârșitul lui 1958

În 1955 s-a aprobat începerea producției. Primul CF-105, cu indicativul RL-201, a fost prezentat oficial în 4 octombrie 1957. Cu această ocazie compania a dorit să-și facă reclamă, invitând peste 13 000 de oaspeți. Din nefericire pentru Avro, atenția presei și a publicului a fost deturnată de lansarea în aceeași zi a Sputnik 1.
Motorul J75 era ceva mai greu ca PS-13⁠(d), ca urmare, pentru a readuce centrul de greutate în poziția corectă, în bot a fost adăugat balast. În plus, deoarece sistemul de conducere a focului Astra nu era încă disponibil, și în locul lui s-a pus balast. În compartimentul pentru armament, nefolosit, s-a plasat aparatură de testare.
RL-201 a efectuat primul zbor la 25 martie 1958, având la comenzi pe pilotul de încercare șef Janusz Żurakowski⁠(d). În următoarele 18 luni au fost livrate alte patru exemplare din seria Mk 1s, echipate cu motoare J75. Zborurile, cu scop demonstrativ și de evaluare a caracteristicilor de zbor, nu au relevat greșeli de proiectare serioase. CF-105 a demonstrat o manevrabilitate excelentă în anvelopa de zbor, datorate în mare parte caracteristicilor naturale ale aripii delta, dar și sistemului de stabilizare din autopilot. Avionul a zburat în regim supersonic în al treilea zbor, iar în al șaptelea a depășit viteza de 1600 km/h la altitudinea de 15 000 m, în urcare. Viteza maximă atinsă a fost de 1,98 Mach, fără să se atingă limitele. Un raport al Avro, făcut public în 2015, a precizat că în zborul la viteză maximă, avionul a zburat cu 1,9 Mach în zbor orizontal și cu 1,95 Mach în picaj. Viteza de 1,98 Mach este o estimare care compensează întârzierile tubului Pitot la trecerea de la zborul orizontal la picaj.
Cu toate că în faza inițială nu au apărut probleme serioase, au trebuit rezolvate unele probleme ale trenului de aterizare și ale suprafețelor de comandă. Problemele trenului au apărut datorită configurației în tandem a roților trenului principal, care erau prea apropiate. Depărtarea lor a necesitat, pentru a încăpea în aripă, scurtarea jambelor și rotirea în timpul scoaterii/retragerii trenului. La o aterizare, un mecanism care asigura scurtarea jambei s-a blocat, rezultând o rotire incompletă. În alt incident, cu Arrow 202 la 11 noiembrie 1958, la aterizare stabilizatorul orizontal (elevonul) s-a bracat complet în jos, descărcând trenul principal; rezultatul a fost blocarea roților frânate și ruperea trenului. O fotografie făcută imediat a arătat că incidentul a fost determinat de activarea inoportună a suprafeței de comandă. Singurul caz în care un zbor de test a fost deviat s-a întâmplat la 2 februarie 1959, când un avion CA Viscount a avut un accident la aterizare la Toronto, necesitând ca avionul în zbor de testare să aterizeze la Baza Forțelor Canadiene Trenton⁠(d).
De asemenea, sistemul de stabilizare a necesitat un reglaj fin. Deși CF-105 nu era primul avion care folosea sistemul, era primul care-l folosea pentru toate cele trei axe și apăreau probleme. În februarie 1959 avionul efectuase majoritatea testelor de firmă și era în curs de efectuare a testelor de acceptare din partea RCAF. Jack Woodman, pilotul de înceracare, a declarat că avionul era ușor și plăcut de pilotat la viteze supersonice. La aterizare manevrarea era bună. Cu fiecare zbor se făceau progrese privind pilotajul, iar avionul se comporta conform previziunilor, îndeplinind cerințele.

### Controverse politice
Din 1953 unii înalți oficiali militari din statele majore canadiene au început să se îndoiască de program. Șefii statelor majore ale armatei de uscat și marinei se opuneau ferm programului deoarece „fonduri substanțiale au fost deturnate spre forțele aeriene”, în timp ce șeful statului major al RCAF, mareșalul aerului Hugh Lester Campbell⁠(d), l-a susținut până în momentul anulării. În iunie 1957, când Partidul Liberal al Canadei, aflat la putere, a pierdut alegerile și guvernul progresist conservator⁠(d) condus de John Diefenbaker a preluat puterea, perspectivele avionului au început să se schimbe vizibil. Diefenbaker a făcut campanie, conservatorii pretinzând că programul a generat „cheltuieli liberale răsunătoare”. Însă în 1958 compania-mamă era ca mărime a treia întreprindere de afaceri a Canadei, având interese în materialul rulant, oțel și cărbune, electronică și aviație, cu 39 de companii diferite sub umbrela A.& V. Roe Canada.
În august 1957, guvernul Diefenbaker a semnat un acord cu SUA prin care Canada devenea partener al SUA, sub comanda NORAD. USAF era în curs de automatizare completă a apărării sale aeriene prin programul SAGE⁠(d) și a oferit Canadei ocazia să participe la acest program de apărare a Americii de Nord. Una dintre componentele sistemului SAGE era racheta sol-aer echipată cu cap nuclear Bomarc⁠(d). Asta a dus la studierea posibilității de amplasare a rachetei în Canada, împingând linia defensivă mai la nord, chiar dacă acțiunea era extrem de costisitoare. Doar desfășurarea rachetelor a fost estimată că va costa 164 milioane de dolari canadieni, sistemul SAGE necesitând alte 107 milioane, fără a mai socoti costul îmbunătățirii radarelor. În mare, după ministrul de atunci la apărării, George Pearkes⁠(d), asta urma să crească cheltuielile de apărare cu 25–30 %".
Apărarea contra rachetelor balistice a devenit de asemenea o prioritate. Existența Sputnik a mărit posibilitatea unui atac din spațiu. Ca urmare au început să apară vorbe despre „rămânerea în urmă” a rachetelor proprii. Însă un raport american al întâlnirii cu Pearkes menționa îngrijorarea sa deoarece Canada nu-și putea permite sisteme defensive atât împotriva rachetelor balistice, cât și a bombardierelor. Altfel spus, Canada putea susține programul Arrow sau Bomarc/SAGE, dar nu pe ambele.
La 11 august 1958 Pearkes a cerut anularea programului Arrow, dar Comitetul Apărării din Cabinet (engleză Cabinet Defence Committee — CDC) a refuzat. Pearkes a ridicat din nou chestiunea în septembrie și a recomandat instalarea sistemului de rachete Bomarc. Acesta din urmă a fost acceptat, dar din nou CDC a refuzat să anuleze complet programul Arrow. CDC dorea să aștepte până la o evaluare serioasă, care urma să aibă loc în 31 martie 1959. CDC anulaseră programul Sparrow/Astra în septembrie 1958. S-au căutat căi de a continua programul prin cooptarea financiară a altor state. În 1959 Pearkes a afirmat că principala amenințare sunt rachetele balistice, iar Canada ar trebui să achiziționeze sistemul Bomarc în loc de alte avioane.

## Istoric operațional

### Interesul în străinătate cu privire la program
Canada a încercat fără succes să vândă Arrow SUA și Marii Britanii. În ambele țări industria aviatică era considerată de interes național și importurile erau rare.
Cu toate astea, începând din 1955 Marea Britanie a manifestat un interes considerabil față de programul Arrow. Dorind un interceptor performant, ca Arrow, RAF a început în 1955 programul F.155⁠(d), prevăzut să intre în serviciu în 1962. În cursul programului a fost clar că avionul nu va fi disponibil la termen, ca urmare a apărut interesul pentru un avion interimar care să fie disponibil la sfârșitul anilor 1950 și care să acopere această perioadă. Pentru început au fost luate în considerare o variantă cu aripă subțire a Gloster Javelin⁠(d), care putea oferi performanțe supersonice moderate, și foarte performantul Saunders-Roe SR.177⁠(d), dar care avea o rază de acțiune mică.
În aprilie 1956 Air Council⁠(d) al Marii Britanii a recomandat achiziționarea a 144 de Arrow pentru a acoperi rolul avionului Javelin cu aripă subțire. Acestea urmau să fie echipate cu motoare britanice Bristol Olympus 7R⁠(d), cu tracțiune fără postcombustie de 76 kN și 105 kN cu postcombustie, cu Rolls-Royce Conway Stage 4⁠(d), cu tracțiune fără postcombustie de 82 kN și 132 kN cu postcombustie, sau cu de Havilland Gyron⁠(d), cu tracțiune fără postcombustie de 87 kN și 120 kN cu postcombustie.
A fost analizată procurarea Arrow din Canada și instalarea unei linii de producție în Marea Britanie, prețul unui avion obținut astfel fiind estimat la 220 000 de lire sterline pentru o serie de 100 de avioane, prin comparație cu 150 000 de lire sterline pentru un avion Javelin cu aripă subțire. Însă deoarece se estima că programul F.155 va deveni operațional în 1963, iar Arrow nu va fi livrat RAF înainte de 1962, acțiunea nu prea avea rost.
Raportul 1957 Defence White Paper⁠(d), descris drept „cea mai mare schimbare în politicile militare făcută vreodată în timpuri normale”, a dus la anularea a aproape tuturor avioanelor britanice de luptă cu echipaj aflate în dezvoltare și a redus complet orice probabilitate de import. În ianuarie 1959 răspunsul final al Marii Britanii pentru Arrow a fost nu, contraoferta fiind vânzarea spre Canada de avioane English Electric Lightning⁠(d).
Guvernul francez și-a exprimat interesul pentru motorul Iroquois pentru echiparea unei versiuni mărite a bombardierului Dassault Mirage IV, Mirage IVB. A fost una dintre opțiuni, alături de motoarele Olympus, cu o estimare a necesarului de 300 de motoare. Ținând cont de speculațiile media că programul motorului Iroquois risca să fie anulat, guvernul francez a ales să înceteze negocierile în octombrie 1958 și a optat pentru o variantă autohtonă îmbunătățită a Atar⁠(d). Ni a existat nicio explicație a guvernului francez pentru această decizie, nici măcar atunci când Avro a oferit motorul Iroquois în calitate de societate privată.
În SUA programul pentru interceptoare era în derulare, având în vedere avionul F-106 Delta Dart, avion care avea multe similarități cu Arrow. Erau luate în considerare și proiecte mai avansate, ca trisonicul Republic XF-103⁠(d) și mult mai avansatul XF-108 Rapier. Ambele aceste programe au fost anulate în fază de machetă deoarece nu mai era nevoie de interceptoare cu echipaj cât timp URSS își transferau forțele strategice spre rachetele balistice intercontinentale. Acest argument a contat și la anularea programului Arrow.

### Anularea programului
Anularea programului Arrow a fost anunțată la 20 februarie 1959. Ziua a devenit cunoscută în industria de aviație canadiană drept „Vinerea Neagră”. Diefenbaker a pretins că decizia s-a bazat pe „o examinare minuțioasă” a amenințărilor și măsurilor defensive și costul siatemelor de apărare. Mai exact, costul ar fi fost amortizat doar dacă se produceau sute de exemplare. Conform Global News⁠(d), tendința era „departe de bombardierele convenționale” pe care le putea intercepta Avro Arrow și „spre armele atmosferice (sic!) precum rachetele balistice intercontinentale”. Ca urmare cererea din străinătate pentru Avro Arrow a scăzut considerabil. Alternativa pentru Canada era cumpărarea unor interceptoare americane F-101 Voodoo și a rachetelor Bomarc B.
Decizia a lăsat fără obiectul activității 14 528 de angajați ai Avro și circa alți 15 000 de angajați ai furnizorilor Avro. Materiale declasificate relevă că managementul Avro a fost luat pe nepregătite de bruschețea anunțului guvernamental. Deși directorii erau conștienți că programul era în pericol, ei sperau că va continua până la evaluarea din martie. S-a sperat mult că până la evaluare primul Arrow Mk II, RL-206 va fi gata să atace recordurile mondiale de viteză și altitudine.
S-a încercat furnizarea avioanelor Arrow construite către National Research Council Canada⁠(d) din Canada ca avion de test la viteze mari. NRC a refuzat, explicând că fără suficiente piese de schimb, întreținere și piloți calificați NRC nu are ce face cu ele. Un proiect similar, inițiat de Royal Aircraft Establishment⁠(d) (Boscombe Down) a făcut ca vicepreședintele (tehnic) Jim Floyd să organizeze un transport transatlantic, dar propunerea nu s-a realizat, la fel ca și altele, din SUA.
Având în vedere specificațiile comparabile oferite atunci de birourile de proiectare americane și sovietice, în momentul anulării Arrow a fost considerat de un observator din industria aviatică unul dintre cele mai avansate avioane din lume. În cele din urmă, anularea proiectului Arrow au dus la desființarea Avro Aircraft Limited (Canada), iar președintele și managerul său general, Crawford Gordon Jr.⁠(d) a fost concediat la scurt timp după. În 1962 Grupul Hawker Siddeley a dizolvat formal A. V. Roe Canada și a transferat toate activele sale la noua filială a Hawker Siddeley, Hawker Siddeley Canada⁠(d).
În 2012 Avro Arrow a fost propus ca alternativă la cumpărarea de avioane F-35. Propunerea a fost respinsă de Ottawa.

### Urmări
În următoarele două luni de la oprirea proiectului s-a cerut casarea tuturor avioanelor, motoarelor, SDV-urilor și clasarea documentației. Oficial, explicația furnizată de cabinet și șefii de stat major a fost să fie distruse materialele „secrete” din programele Arrow și Iroquois. Acțiunea a fost atribuită temerilor Poliției Regale Canadiene Călare⁠(d) că o „cârtiță” sovietică s-ar fi infiltrat în Avro, aspect confirmat ulterior într-o oarecare măsură în Arhiva Mitrohin⁠(d).
Au circulat zvonuri că mareșalul aerului Wilfred Curtis⁠(d), as din al Doilea Război Mondial, l-ar fi ignorat pe Diefenbaker și a salvat pentru posteritate unul dintre avioane. Aceste zvonuri s-au intensificat în 1968, când într-un interviu Curtis a fost întrebat direct dacă zvonul era adevărat. Răspunsul său a fost „nu vreau să răspund la asta”. El a contestat oportunitatea publicării unui material despre un Arrow dispărut și s-a întrebat dacă ar fi prudent să dezvăluie existența unei celule la doar nouă ani. „Dacă există, trebuie așteptați alți 10 ani. Poate genera multe încurcături politice.” Legenda pretinde că un prototip există intact undeva.

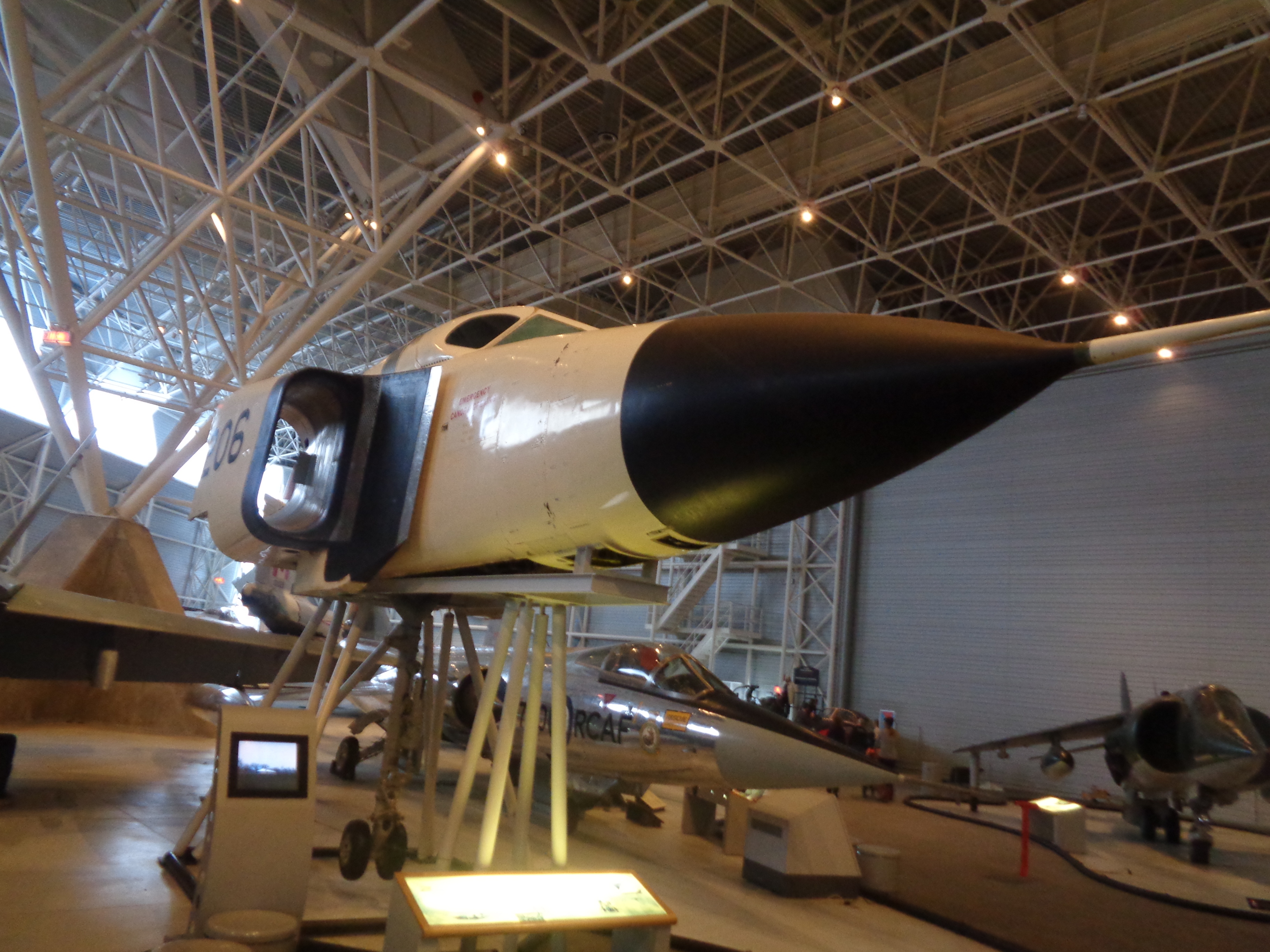
Fuzelajul anterior expus la Muzeul Canadian al Aerului și Spațiului

În urma anulării proiectului Avro Arrow, șeful aerodinamicienilor CF-105, Jim Chamberlin⁠(d), împreună cu alți 25 de ingineri au plecat la Space Task Group⁠(d) de la NASA pentru a deveni șefi de proiect și ingineri șefi în programele spațiale cu echipaj ale NASA: programele Mercury, Gemini și Apollo. În final, echipa Space Task Group a avut 32 de ingineri și tehnicieni de la Avro și a devent emblematică cu privire la exodul intelectualilor canadieni în SUA. Printre foștii ingineri din echipa Arrow erau Tecwyn Roberts⁠(d) — principalul flight dynamics officer (FIDO) din programul Mercury și ulterior director al rețelelor de sateliți de la Centrul de Zbor Spațial Goddard —, John Hodge⁠(d) — director de zbor și manager al programului anulat Space Station Freedom —, Dennis Fielder — director al Space Station Task Force, apoi al Space Station —, Owen Maynard⁠(d) — șeful tehnic al biroului modulului lunar din programul Apollo — și Rod Rose — asistent tehnic în programul navetei spațiale. Mulți alți ingineri, inclusiv Jim Floyd, și-au găsit de lucru în Marea Britanie sau în SUA. Activitățile întreprinse de Avro Canada și Floyd au beneficiat de cercetările în domeniul supersonic de la Hawker Siddeley, părintele britanic al avioaneloir Avro, și au contribuit la programe ca proiectul avionului de transport supersonic HSA.1000, care a influențat proiectul Concorde.
În 1961 RCAF a obținut 66 avioane CF-101 Voodoo, unul dintre proiectele americane respinse inițial de RCAF pentru rolul Avro Arrow. Controversa din jurul acestei achiziții și achiziționarea de arme nucleare pentru Voodoo și Bomarc au contribuit la căderea guvernului Diefenbaker în 1963.
Deși aproape tot ce ținea de programele CF-105 și Orenda Iroquois a fost distrus, carlinga și trenul anterior ale RL-206, primul Mk 2 Arrow, și cele două secțiuni externe ale aripilor RL-203 au fost recuperate și sunt expuse la Muzeul Canadian al Aerului și Spațiului, lângă un motor Iroquois.

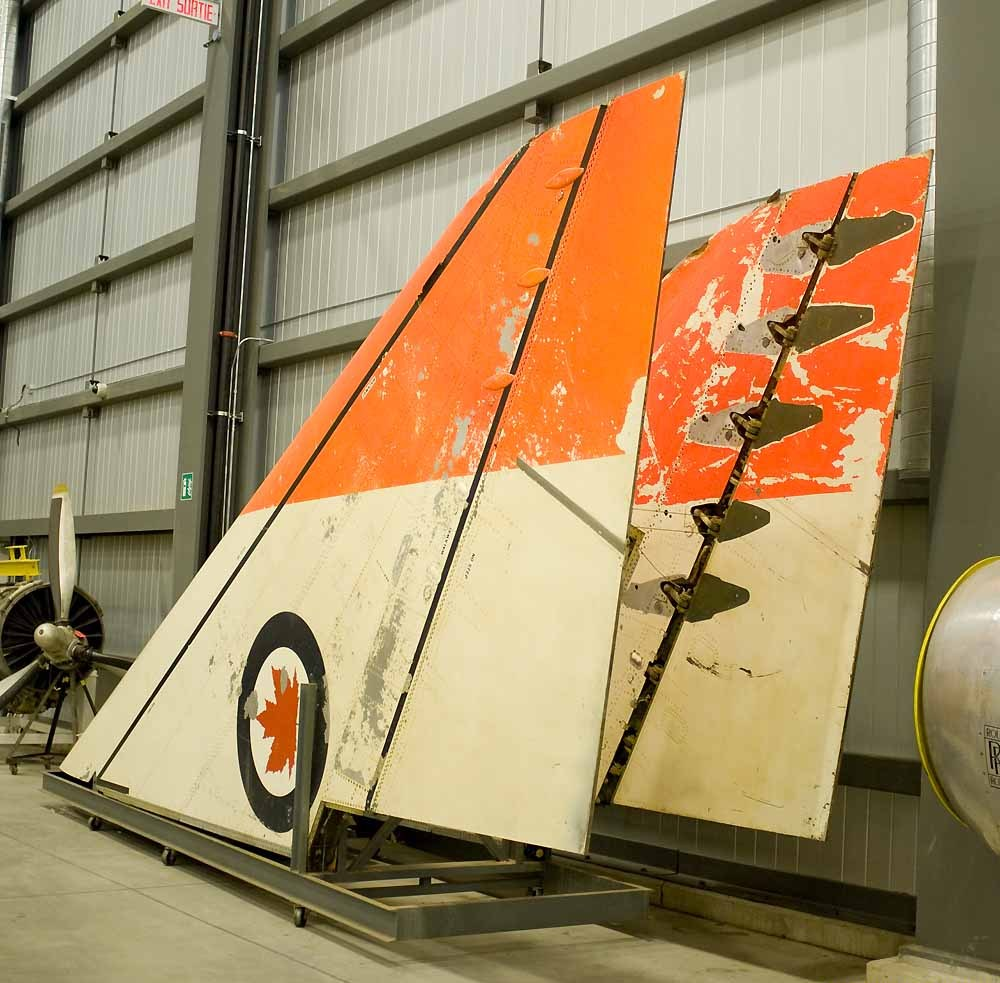
Secțiunile externe ale aripilor prototipului nr. 3 la Muzeul Canadian al Aerului și Spațiului

Secțiunea din bot a Avro Arrow RL-206, actual expusă la Muzeul Canadian al Aerului și Spațiului a fost extrasă clandestin din uzina Avro Aircraft din Malton de membri ai Stabilimentului Medical pentru Personalul Volant al RCAF, o detașare a Bazei Forțelor Canadiene din Toronto, unde a stat mai mulți ani și a fost folosită în teste la altitudine mare. Acțiunea a fost inițiată de locotenent-colonelul Roy Stubbs, comandantul Stabilimentului Medical pentru Personalul Volant.

## Variante

### Mark 1
Arrow Mark 1 a fost versiunea inițială, echipată cu două motoare Pratt & Whitney J75 cu o tracțiune de 105 kN fiecare. Mk 1 a fost folosit pentru dezvoltare și teste de zbor. Au fost produse cinci exemplare.

### Mark 2
Versiunea Mk 2 urma să fie echipată cu motoare Orenda PS-13 Iroquois și urma să fie evaluată de piloții de încercare ai RCAF în vederea acceptării, precum și de piloții de încercare ai Avro. Noile motoare PS-13S erau proiectate să aibă o tracțiune de 130 kN fiecare. Sistemul de conducere a focului Astra/Sparrow era abandonat încă din septembrie 1958, avioanele urmând să fie echipate cu combinația Hughes/Falcon. În momentul anulării programului primul Arrow Mk 2, RL-206, era pregătit pentru testele de rulaj. Avro spera să doboare cu el recordul mondial de viteză, dar el n-a zburat niciodată.
Conform șefului de proiect James Floyd, viteza maximă era limitată de încălzirea datorită frecării aerodinamice, însă structura din aliaj de aluminiu, preferată, era bună și pentru viteze mai mari decât Mach 2.

### Alte proiecte
În momentul anulării programului Avro Canada avea o gamă largă de variante avansate ale Arrow. Adesea era menționată o versiune a Arrow capabilă să zboare cu Mach 3, similar cu MiG-25. Aceasta nu era în producție, ci doar un studiu de proiectare, și era o versiune mult modificată a Arrow Mk 2, având prize de aer modificate și o folosire intensivă a oțelului carbon⁠(d) și a titanului, pentru a rezista la încălzirea structurii. Mark 2A și Mark 3 urmau să aibă motoare cu o tracțiune de 177 kN fiecare, mărind greutatea la decolare cu 7700 kg și plafonul de zbor la 21 000 m.
În 2010, în contextul achiziției de către Canada a avionului F-35 Lightning II drept suport pentru problematicul F-35, un grup de persoane a început să facă lobby pntru reconsiderarea producerii unei versiuni actualizate a Avro Arrow, folosind materiale și motoare moderne, dar păstrând verificatul proiect al Arrow. Admițând că nu va avea caracteristicile stealth ale F-35, grupul afirma că Arrow modernizat va surclasa F-35 în viteză, rază de acțiune și plafon. În 2012 guvernul Harper a respins în mod public propunerea, afirmând că programul Arrow reproiectat era riscant, dezvoltarea sa va dura prea mult și va fi prea costisitor.

### Replici ale Avro Arrow
O replică a Arrow, construită de Allan Jackson, a fost folosită de Canadian Broadcasting Corporation⁠(d) (CBC) în miniseria dcumentară The Arrow. El a început construirea replicii la scara 1:1 în 1989, iar în 1996, când replica era gata în proporție de circa 70 %, a fost abordat de producătorii seriei, care au făcut o ofertă de completare a replicii dcă ea putea fi folosită în film. Replica a fost folosită în miniserie și prezentată publicului la mitinguri aviatice. Apoi replica a fost donată Muzeului Reynolds-Alberta⁠(d) din orașul său, Wetaskiwin⁠(d). Plasată temporar într-o expoziție în aer liber, a fost deteriorată în 2009 de o furtună. A fost reparată, dar nu mai este expusă pentru public.

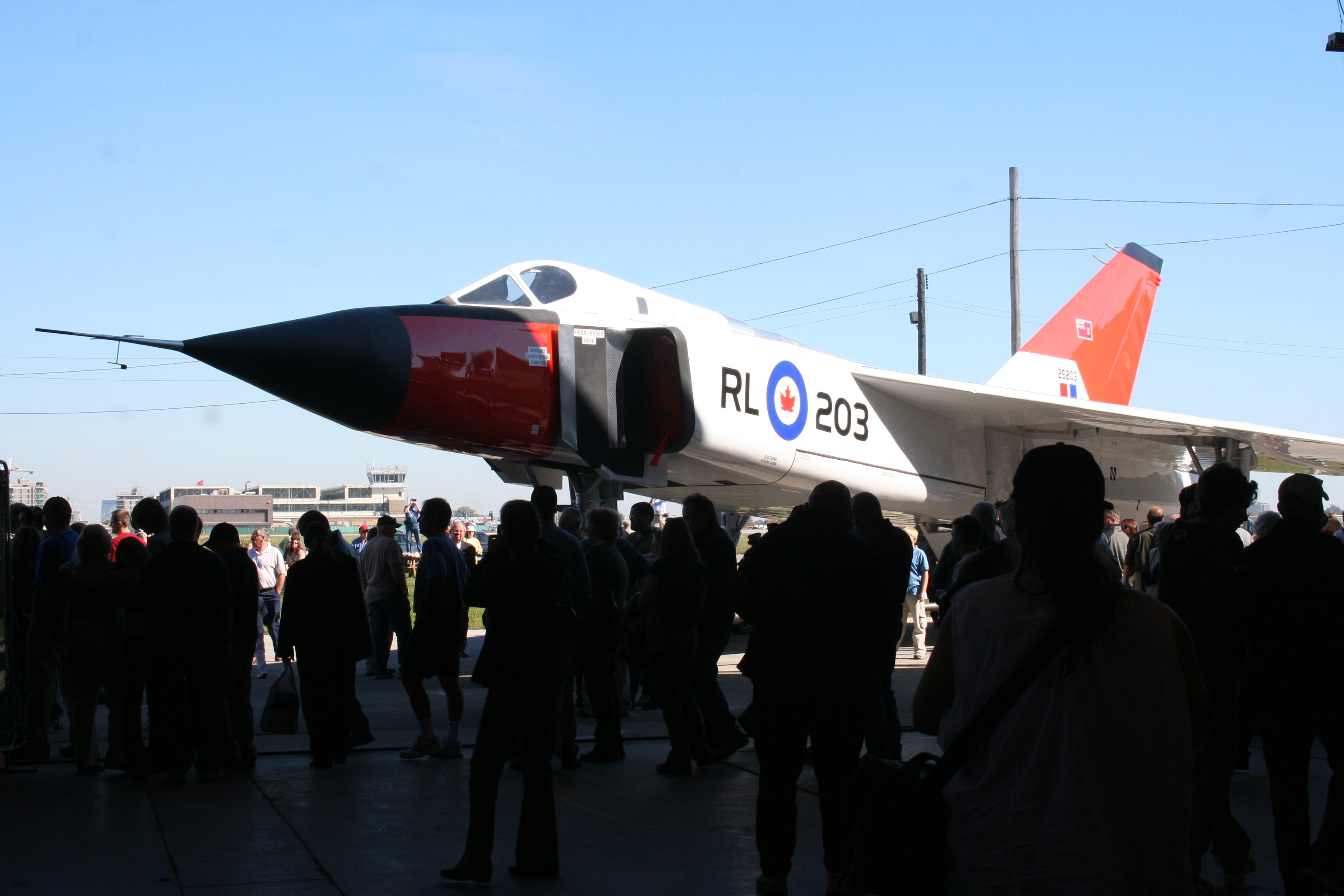
Replica Avro Arrow, prezentare la Muzeul Canadian al Aerului și Spațiului, 8 octombrie 2006

Muzeul Avro, de la Aeroportul Calgary/Springbank⁠(d) (CYBW), la vest de Calgary, a construit o replică funcțională performantă a Avro Arrow, la scara 2/3, cunoscută oficial drept Arrow II, conformă cu regulamentul aviației pentru avioane experimentale canadiene cu sopul de a fi un demonstrator la mitingurile aeriene. Construcția a început în octombrie 2007, iar în 2012 fuzelajul era terminat și a trecut prima sa inspecție MDRA, primind un număr de serie. Echipată cu o pereche de motoare Pratt & Whitney JT-15D-4, Arrow II urma să aibă o viteză maximă de circa 500 noduri și o autonomie de 1800 Mm. Se estima un cost de de circa un milion de dolari și că testele la sol să înceapă în 2016, urmate de un prim zbor. Raportul anual din 2018 al muzeului actualiza aceste previziuni și afirma că dorea ca Arrow II să primească trenul de aterizare pentru a putea fi prezentat ca machetă statică la mitingul din Springbank din 2019.
Muzeul Canadian al Aerului și Spațiului prezintă o replică la scara 1:1 construită de voluntari cu materiale furnizate de firmele din aviație locale. Cu o structură metalică, replica prezintă multe componente care arată autentic, inclusiv trenul de aterizare, construit de Messier-Dowty⁠(d), subcontractorul original al Arrow pentru trenul de aterizare. Vopsit de Bombardier Inc. la uzina sa din Downsview în culorile Arrow 25203, replica a fost prezentată presei la 28 septembrie 2006 și expusă în public la 8–9 octombrie 2006 la a 49-a aniversare a prezentării originale din 1957. Muzeul a fost închis în 2011, când hangarul a fost reconstruit pentru a servi drept colegiu.
Această replică a fost stocată la Aeroportul Internațional Toronto Pearson (CYYZ) după ce a fost expusă la Toronto International Centre pentru un târg tehnologic care s-a ținut între 30 septembrie și 4 octombrie 2013. La începutul lui 2019 replica a fost transportată la Aeroportul Edenvale⁠(d) (CNV8). Este expusă într-un hangar, dar ampenajul este prea înalt pentru a putea ieși din el.

### Modele Avro Arrow la scară
Se crede că între 1954 și 1957 nouă modele Avro Arrow la scara 1:8, de circa 3 m lungime, propulsate de rachete, au fost lansate de la Point Petre deasupra lacului Ontario ca parte a testării aerodinamice a celulei. (Alte două au fost lansate în Virginia.) După cum au indicat senzorii de la bord, ele au zburat în regim supersonic. După mai multe încercări de a le găsi, o nouă căutare a început la sfârșitul lui 2017. La căutare au participat câteva companii, Garda de Coastă Canadiană și Institutul Militar Regal Canadian. Pentru a studia zona relevantă a fundului lacului s-a folosit un submarin autonom de tip Thunderfish, echipat cu un sonar cu scanare laterală AquaPix. Machetele găsite urmau să fie restaurate și expuse la Muzeul Canadian al Aerului și Spațiului și la Muzeul Național al Forțelor Aeriene ale Canadei⁠(d) din Trenton⁠(d). În septembrie 2017 programul de căutare a confirmat descoperirea unei machete pe fundul lacului, recuperată în august 2018.

## Utilizator prezumptiv
Canada
- Forțele Aeriene Regale Canadiene⁠(d) – programul Arrow a fost anulat înainte ca avionul să fi intrat în serviciu.[1]

## Date tehnice (Arrow Mk 1)
Sursă: The Great Book of Fighters, The Canadian Approach to All-Weather Interceptor Development, Avro Arrow: The Story of the Avro Arrow from its Evolution to its Extinction

### Caracteristici generale
- Echipaj: 2
- Lungime: 23,4 m (77 ft)
- Anvergură: 15,2 m (50 ft)
- Înălțime: 6,4 m (21 ft)
- Profil aerodinamic: 
  - la interior: NACA 0003.5 (modificat);[128]
  - la exterior: NACA 0003.8 (modificat)[128]
- Greutate (gol): 22 240 kg (49 040 lb)
- Greutate încărcat: 25 820 kg (56 920 lb)
- Greutate maximă la decolare: 31 120 kg (68 605 lb)
- Motor: 2× Pratt & Whitney J75-P-3 turboreactor cu postcombustie, 73 kN (16 500 lb)  fiecare

### Performanțe
- Viteză maximă: 2100 km/h[127] (1136 knts[127]) , (1,98 Mach)
- Viteză de croazieră: 976 km/h (527 knts) (0,91 Mach) la altitudinea de 11 000 m
- Rază de luptă: 670 km (360 Mm)
- Plafon de serviciu: 16 000 m (53 000 ft)
- Încărcarea aripilor: 230 kg/m2 (46,5 lb/sqft)

### Armament
- Rachete neghidate: 2 rachete cu încărcătură nucleară AIR-2A Genie[129] sau
- Rachete ghidate: până la 8 rachete Canadair Velvet Glove (program anulat în 1956) sau AIM-4 Falcon sau 3 rachete cu ghidaj activ în 2D AIM-7 Sparrow II (program anulat)

### Avionică
- Sistem de conducere a focului Hughes MX-1179

## Reflectări notabile în media
În 1997 CBC a difuzat cele două episoade ale miniseriei The Arrow. Producția a folosit pentru secvențele statice, la sol sau în zbor a unei combinații între filmele de arhivă, modele zburătoare teleghidate și animații pe calculator. Foarte apreciat, filmul a fost lăudat de istoricul de film și fost angajat al Avro Elwy Yost⁠(d) și a fost câștigător al numeroase premii, inclusiv Premiul Gemini⁠(d) din acel an, dar a fost criticat pentru stilul dramatic al narațiunii, care pleca de fapt de la fapte reale. Reluarea repetată și difuzarea pe DVD-uri a relansat controversa asupra anulării programului Arrow și a făcut cunoscută povestea pentru o nouă generație.